# Бошко Бурсаћ
Бошко Бурсаћ (Босанско Грахово, 22. август 1945 — Арнем, 8. април 2020) био је југословенски и српски фудбалер.

## Каријера
Рођен је 22. августа 1945. године у Грахову. Фудбалску каријеру је започео у Пролетеру из Зрењанина. Играо је на позицији нападача. У Ријеку је стигао 1964. године, те у 179 службених утакмица постигао 90 голова. Прво је играо за млади тим, а онда 21. новембра 1965. године дебитовао за Ријеку на Кантриди против београдске Црвене звезде. Одмах у дебију постигао је гол за коначних 4:0.
У 1971. години добио је награду дневних новина „Новог листа” за најбољег играча Ријеке и упркос понудама Партизана и Црвене звезде, Бурсаћ је остао у Ријеци. Играо је и док је клуб био у Другој лиги Југославије, а од 1972. године две године носио дрес Загреба где је у 46 утакмица постигао 30 голова. Након тога је од 1974. до 1980. године играо за холандски Витесе.
У Холандији је одиграо 125 утакмица и постигао 56 голова, а био је један од љубимаца навијача Витесеа из Арнема. Средином деведесетих, радио је као скаут у Витесеу. На тој функцији био је до 2015. године. Био је заслужан за долазак многих играча у клуб, а неки од њих су: Никос Махлас, Дејан Чуровић, Марко Перовић, Мамаду Дијара, Тео Јансен и Ники Хофс. У лето 2015. године Фокс Спортс емитовао је документарни филм „Бошко, нападач са Балкана”.
Преминуо је у Арнему 8. априла 2020. у 75. години од последица упале плућа.

## Успеси
- Шампион Ерсте дивизије 1977.
- Најбољи стрелац Ријеке у историји